# Escharella ashapuraae
Escharella ashapuraae är en mossdjursart som beskrevs av Ratna Guha och Gopikrishna 2007. Escharella ashapuraae ingår i släktet Escharella och familjen Romancheinidae. Inga underarter finns listade i Catalogue of Life.